# Симоньян, Маргарита Симоновна
Маргари́та Симо́новна Симонья́н (род. 6 апреля 1980, Краснодар, РСФСР, СССР) — российская журналистка, теле- и радиоведущая, медиаменеджер, пропагандистка, главный редактор и сценаристка. Главный редактор государственного телеканала «RT» с 2005 года, международного информационного агентства «Россия сегодня» с 2013 года и информационного агентства «Sputnik» с 2014 года.
Освещая войну в Чечне в 2000-е годы в качестве журналиста, Маргарита Симоньян занималась пропагандистской деятельностью. В 2000—2001 годах работала ведущим редактором информационных программ ТРК «Краснодар», в 2001—2002 годах — собственным корреспондентом ВГТРК в Ростове-на-Дону, в 2002—2005 годах — специальным корреспондентом программы «Вести». В 25 лет была назначена на должность главы Russia Today (RT). Член совета директоров Первого канала, член Академии Российского телевидения. 
Из-за поддержки вторжения России на Украину, распространения дезинформации и пропаганды находится под санкциями 27 стран ЕС, США, Великобритании, Канады, Швейцарии, Австралии, Японии, Украины и Новой Зеландии.

## Семья
Маргарита Симоньян родилась 6 апреля 1980 года в Краснодаре в армянской семье. Отец Симон Саркисович Симоньян ремонтировал холодильники, сейчас на пенсии, живёт в Краснодаре, занимается охотой и рыбалкой. Мать Зинаида Симоньян продавала на рынке цветы.
Дед Саркис Ншанович Симоньян — участник Великой Отечественной войны. Семья бабушки и дедушки подверглись депортации армян в 1944 году. Бабушка — Майя Григорьевна Алоева.
Есть сестра Алиса Симоновна Симоньян. По словам Маргариты, Би-би-си «лепит теперь очередное расследование» о её семье, а сестра «работает самостоятельно и лично ведёт пиар-сопровождение проектов, например информационное сопровождение строительства Крымского моста и чемпионата мира по футболу 2018 года в России».
Двоюродная сестра её деда Мария была угнана в Германию во время оккупации Крыма. Там она вышла замуж за голландца Генриха ван Гелдера, у них родился сын Симон ван Гелдер. Его сын Юри ван Гелдер (род. 1983) — чемпион мира и Европы по спортивной гимнастике.

## Образование
Училась в специальной школе № 36 города Краснодара с углублённым изучением иностранных языков. По собственному утверждению, была отличницей, старостой класса, получила золотую медаль.
В 1996 году в десятом классе для совершенствования английского языка в течение одного года жила в американской семье в городе Бристоле (штат Нью-Гемпшир, США) по программе обмена Future Leaders Exchange. Во время этой поездки Симоньян, по собственным словам, прониклась «некоторым скепсисом по поводу демократии и устойчивой неприязнью к американским ценностям».
В 19 лет окончила Школу телевизионного мастерства Владимира Познера, а впоследствии — факультет журналистики Кубанского государственного университета.
Также проходила обучение в школе телевидения «Интерньюс» Мананы Асламазян.

## Начало карьеры
В 18 лет вышел сборник её стихов. Сборником заинтересовался местный телеканал, и к девушке домой приехала съёмочная группа, во время интервью которой Симоньян упомянула, что хочет поработать журналистом. Вскоре её взяли на стажировку. С февраля 1999 по январь 2000 года она была корреспондентом телерадиокомпании «Краснодар». Одновременно с этим она снимала и репортажи для федеральных каналов: «Отец купил мне „Оку“, <…> и я с оператором пару лет ездила на ней по региону: снимала сюжеты и отправляла их в Москву». Работала в качестве военного корреспондента, освещая чеченский конфликт. В январе 2000 года за серию военных репортажей получила премию Союза журналистов Кубани «За профессиональное мужество».
В мае 2000 года получила премию II Всероссийского конкурса региональных телерадиокомпаний за репортаж о чеченских детях, отдыхающих в Анапе. В том же году была назначена ведущим редактором информационных программ ТРК «Краснодар». В сентябре 2000 года получила президентскую стипендию. В декабре того же года в интервью изданию «Комсомолец Кубани» обозначила в качестве основной мечты всей жизни желание «стать собкором какого-нибудь западного канала и работать в Москве».
В феврале 2001 года Симоньян была назначена собственным корреспондентом ВГТРК в Ростове-на-Дону. Освещала военные столкновения в Кодорском ущелье Абхазии.
В сентябре 2002 года переехала в Москву, стала специальным корреспондентом «Вестей»; одновременно с этим вошла в состав президентского пула журналистов. Была корреспондентом в телемосте «Прямая линия с Владимиром Путиным», сопровождала Путина в его российских и зарубежных поездках.
В сентябре 2004 года освещала террористический акт в Беслане. В момент захвата заложников в школе № 1 находилась в Карачаево-Черкесии, куда была направлена для освещения готовившейся поездки президента Путина. Поездка была отменена, и журналистка, узнав о случившемся в Беслане, сразу же вылетела туда.

Мы приехали в Беслан утром первого сентября. Город уже был оцеплен, вокруг — как в Чечне в 99-м: БМП, БТРы, тяжёлая техника. Это все, что я помню чётко. Остальное — фрагментами, застрявшими в памяти вопреки её свойству стирать невыносимое из головы. По-другому помнить Беслан невозможно — сойдёшь с ума.
— Маргарита Симоньян, пост в Живом журнале.
На протяжении трёх дней Симоньян вела репортажи из Беслана, а 3 сентября, когда прогремели взрывы и последовал штурм школы, выходила в прямой эфир под пулями каждые 15 минут. Во время одного из включений со спины её прикрывал бронежилетом коллега Эдуард Бондаренко.

Я сидела в эфире на корточках — из-за страха выпрямиться в полный рост, а вот оператор, ребята с флайки [передвижной станции телевещания], звуковик именно стояли в полный рост посреди пуль и людей, убегающих от этих пуль. Помню, я тогда случайно «Ой, мама!» в прямом эфире сказала, когда что-то совсем рядом просвистело.
— Маргарита Симоньян, пост в Живом журнале.
За освещение событий в Беслане Маргарита Симоньян в марте 2005 года была награждена медалью Министерства обороны «За укрепление боевого содружества».
Последний репортаж Симоньян на ВГТРК датирован 10 мая 2005 года, он был посвящён саммиту «Россия-Евросоюз», прошедшему в Москве.
В 2010 году вышла в свет первая книга Маргариты Симоньян «В Москву!».

Это рассказ о стране, о любви и о родившихся в 1980-е провинциальных мальчиках и девочках. Мы все мечтали уехать в Москву за лучшей жизнью, и никто из нас не знал, что надо быть осторожнее в своих желаниях — они могут сбыться.
— Маргарита Симоньян, интервью газете «Краснодарские известия».

## RT и МИА «Россия сегодня»

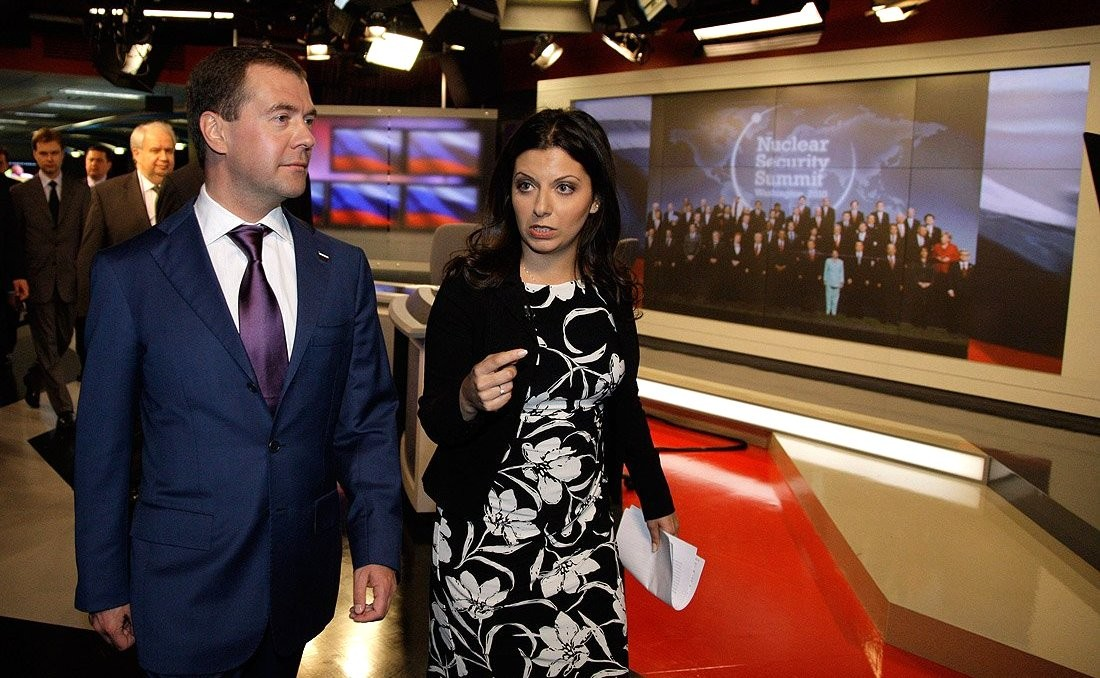
С президентом России Дмитрием Медведевым в телекомплексе Russia Today в Вашингтоне, 14 апреля 2010 г.

С момента основания в 2005 году Russia Today (ныне — RT) — первого российского информационного телеканала, круглосуточно вещающего на английском языке, — является его главным редактором. Заняла этот пост в возрасте 25 лет. Свое назначение Симоньян объясняла желанием руководства поставить во главе проекта молодых людей, «которые не видели или не помнят советского телевидения, советского иновещания». В декабре 2007 года она также стала главным редактором арабоязычной, а в декабре 2009 года — испаноязычной (RT Español) версий RT.
К 2010 году, по словам Симоньян, каналу Russia Today, несмотря на скудное финансирование, удалось превзойти по популярности многие западные телеканалы, включая France 24, Deutsche Welle, Euronews, Al Jazeera English. Причиной такого успеха главред Russia Today назвала «альтернативный взгляд на мир» и внимание канала к темам, которые недостаточно освещаются западными СМИ. Не комментируя работу коллег и тему цензуры на госканалах, Симоньян отмечала: «Разных правд — их же, как ни странно, в журналистике много. То, что ты видишь, зависит от того, где ты стоишь».
В декабре 2009 года Симоньян вошла в список 500 человек президентского кадрового резерва.
В 2012 году вошла в список ста самых влиятельных женщин России, заняв в нём 33-е место. Рейтинг составлялся представителями трёх СМИ — «Эхо Москвы», РИА Новости и «Огонёк». В 2013 году вошла в пятёрку самых влиятельных женщин России в области медиа. В рейтинге «100 самых влиятельных женщин России» журнала «Огонёк», опубликованном в марте 2014 года, заняла 15-е место.

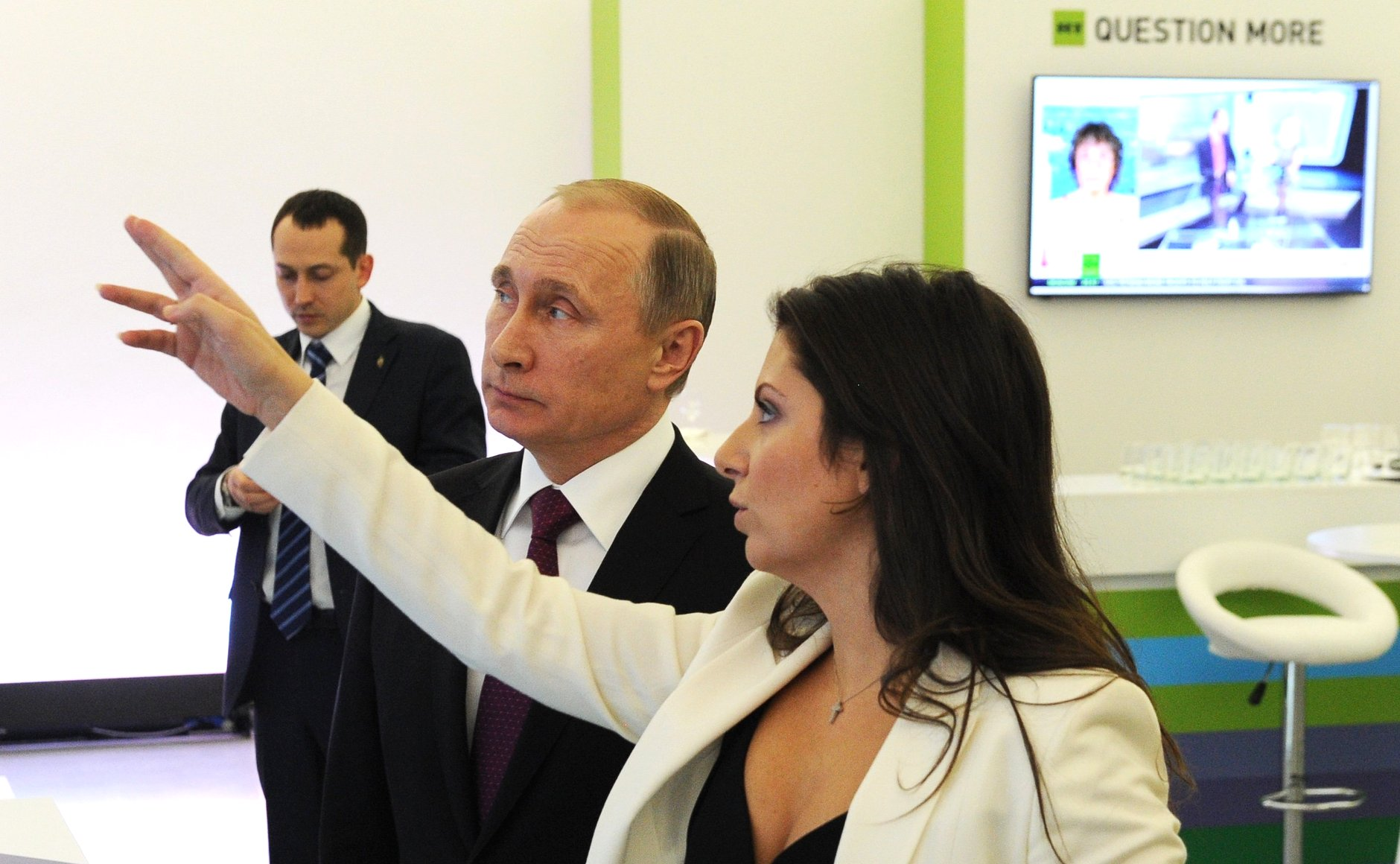
С президентом России Владимиром Путиным на выставке, посвящённой 10-летию начала вещания телеканала Russia Today, 10 декабря 2015 г.

31 декабря 2013 года генеральный директор информационного агентства «Россия сегодня» Дмитрий Кисёлев назначил Маргариту Симоньян главным редактором международного информационного агентства «Россия сегодня». При этом она сохранила за собой должность руководителя RT.
С 10 ноября 2014 года является также главным редактором информационного агентства Sputnik, входящего в МИА «Россия сегодня».
В 2014 году получила национальную премию «Медиаменеджер России» за успешное завоевание телеканалом RT зарубежной аудитории. По итогам 2017 года Маргарита Симоньян была включена Forbes в рейтинг «100 самых влиятельных женщин мира» (52 место), в котором на 13 пунктов обошла экс-госсекретаря и бывшего кандидата в президенты США Хиллари Клинтон.
В 2015 году она признала, что жёлтый государственный телефон, стоящий у неё на столе, представляет собой защищённую линию связи с Кремлём для «обсуждения секретных тем».

## Участие в других проектах
С 2009 года Симоньян регулярно публиковала «кулинарные колонки» в журнале «Русский пионер». В 2010 году она выпустила роман «В Москву!», за который в январе 2011 года была удостоена звания лауреата ежегодной премии за лучшую книгу журналиста. Жанр книги сама Симоньян определила как «провинциальный роман».
С апреля 2011 по февраль 2012 года вела еженедельную аналитическую программу «Что происходит?» на канале «РЕН ТВ».
С октября по ноябрь 2012 года — ведущая еженедельной колонки «Точка зрения» на радиостанции «Коммерсантъ FM».
С 17 февраля по 23 июня 2013 года (совместно с Тиной Канделаки) — ведущая политического ток-шоу на канале НТВ «Железные леди».
С сентября 2016 года — художественный руководитель и сценарист сатирического шоу «Международная пилорама» на телеканале «НТВ», которую вёл её муж Тигран Кеосаян.

## Общественная деятельность
С 2008 года — член Академии российского телевидения. С 2010 года является вице-президентом Национальной ассоциации телерадиовещателей. Член Общественной палаты Российской Федерации третьего состава (2010—2012).
С июня 2011 года — член совета директоров «Первого канала». В том же месяце телеведущая Ксения Собчак со ссылкой на источники сообщила в своём Твиттере о скором назначении Симоньян генеральным директором телекомпании НТВ вместо Владимира Кулистикова. Сами Кулистиков и Симоньян эту информацию опровергли.
С января по март 2012 года являлась членом «Народного штаба» (по Москве) кандидата в президенты Владимира Путина.
До 2017 года — Член Общественного совета при ГУ МВД России по городу Москве. С 2017 года — Член Общественного совета при Министерстве внутренних дел России.
В январе 2018 года была зарегистрирована доверенным лицом Владимира Путина на президентских выборах 18 марта 2018 года.
С 2019 года — сопредседатель рабочей группы Генерального совета партии «Единая Россия» по правозащитной деятельности.
Вице-президент Национальной ассоциации телерадиовещателей.
Всю заработную плату, получаемую на государственной службе, Маргарита Симоньян, по своим словам, отдаёт на благотворительность.
28 января 2021 года вместе со своим мужем Тиграном Кеосаяном и телеведущим НТВ и главредом радио «Говорит Москва» Романом Бабаяном посетила форум «Русский Донбасс» в Донецке, где призвала Россию «забрать Донбасс домой», отметив, что «люди Донбасса хотят иметь возможность быть русскими». Само мероприятие было организовано властями ДНР и ЛНР, и ставило своей целью обсудить и принять доктрину идеологических основ их политики. В дальнейшем МИД РФ и пресс-секретарь российского президента Дмитрий Песков были вынуждены давать разъяснения, что Симоньян не является выразителем официальной позиции страны (Мария Захарова утверждала, что Симоньян не работает на государство), а вопрос о вхождении Донбасса в состав России на повестке не стоит.

## Взгляды
В феврале 2022 года Маргарита Симоньян выразила в эфире ток-шоу Владимира Соловьёва уверенность, что Россия победит Украину «за два дня», а после провала начального этапа российского вторжения подверглась насмешкам в СМИ и соцсетях.
Во время дискуссии в апреле 2022 года с российским телеведущим Владимиром Соловьёвым Симоньян и Соловьёв заявили, что на них готовилось покушение. Симоньян обвинила Алексея Навального, отбывающего тюремный срок российского оппозиционера и активиста, и президента Украины Владимира Зеленского в заказе убийства, назвав их «неонацистами».
После убийства Дарьи Дугиной Симоньян заявила в Telegram, что Россия должна атаковать «центры принятия решений» на Украине.
10 сентября Симоньян призвала к объединению русских и украинцев. Одобрила ракетный обстрел Украины 10 октября 2022 года, назвав его «ответочкой» за взрыв на Крымском мосту.
В ноябре 2022 года выступила с инициативой судить российских эмигрантов за критику властей по статье о госизмене. 25 ноября на «Вечере с Владимиром Соловьёвым» Симоньян отметила: «Я хочу сказать, что, если мы умудримся проиграть, Гаага условная или конкретная ждёт даже дворника, который брусчатку за кремлёвской стеной подметает. Что нам от того, что ещё один район Киева останется без света или не останется? Масштаб катастрофы для нашей страны, если мы умудримся это сделать [проиграть] даже представить нельзя. Гааги бояться — в лес не ходить».
В марте 2023 года отреагировала на ордер на арест Владимира Путина, заявив: «Хотела бы я посмотреть на страну, которая по решению Гааги арестует Путина. Минут через восемь. Или сколько там составит подлётное время до её столицы».
В октябре 2023 года широкий общественный резонанс вызвало высказывание Симоньян в эфире RT, которая предложила провести испытания ядерного оружия в небе над Сибирью, это произошло в ответ на публикацию The New York Times о планах России по испытанию крылатой ракеты с ядерной энергетической установкой «Буревестник». По словам Симоньян, такой ядерный взрыв не нанесёт никакого ущерба России, но выведет из строя всю радиоэлектронику и спутники:
«Мы вернёмся в какой-нибудь эдак 93 год — с проводными телефонами. Чудесно же жили. Вот, право, я даже обрадуюсь!»
Слова Маргариты Симоньян раскритиковали некоторые сибирские политики. В ответ на критику Симоньян пожаловалась в полицию на клевету.

## Международные санкции
В мае 2016 года президентом Украины Петром Порошенко введены персональные санкции против 17 глав российских СМИ в том числе и против Маргариты, ей запрещён въезд на Украину.
23 февраля 2022 года, после признания Россией самопровозглашённых ДНР и ЛНР и вторжения России на Украину, попала под санкции Евросоюза как «центральная фигура правительственной пропаганды» которая «пропагандировала позитивное отношение к аннексии Крыма и действиям сепаратистов в Донбассе». По данным Евросоюза, она поддерживала действия и политику, подрывающую территориальную целостность, суверенитет и независимость Украины. После начала вторжения России на Украину 24 февраля Google запретила RT и всем российским государственным СМИ зарабатывать на рекламе на своих сайтах.
В августе 2022 года, на фоне вторжения России на Украину, Симоньян включена ФБК в сокращённый вариант Топ-200 «разжигателей войны» как один из главных российских пропагандистов и за причастность к коррупционной схеме мэра Москвы Сергея Собянина, отмечая что она «получает государственные средства из бюджета города Москвы на PR-поддержку Сергея Собянина и деятельности правящего политического режима под видом оказания услуг городу Москве». В октябре 2022 года Международная рабочая группа по вопросам санкций Ермака — Макфола включила Симоньян в список пропагандистов и идеологов войны которые «создают лживые нарративы в соответствии с политикой Кремля», с предложением введения против неё санкций.
25 марта 2022 года попала под санкции Австралии как «российский пропагандист, публикующий дезинформацию». 6 марта 2022 года внесена в санкционный список Канады «соратников режима» за «соучастие в неоправданном вторжении России на Украину». 15 марта 2022 года внесена в санкционный список Великобритании за распространение кремлевской дезинформации о войне России против Украины. 7 октября 2022 года попала под санкции Японии «в ответ на псевдореферендумы на оккупированных украинских территориях». 7 января 2023 года внесена в санкционные списки Украины, предполагающие блокировку активов, полное прекращение коммерческих операций, остановку выполнения экономических и финансовых обязательств. По аналогичным основаниям с 25 февраля 2022 года находится под санкциями Швейцарии и с 3 мая 2022 года находится под санкциями Новой Зеландии.
4 сентября 2024 года Симоньян включена в санкционный список США за распространение дезинформации через американских инфлюэнсеров как «ключевая фигура в зловредных операциях российского правительства» по вмешательству в выборы президента США.
По собственным словам, по решению властей Армении ей запрещён въезд в эту страну.

## Личная жизнь

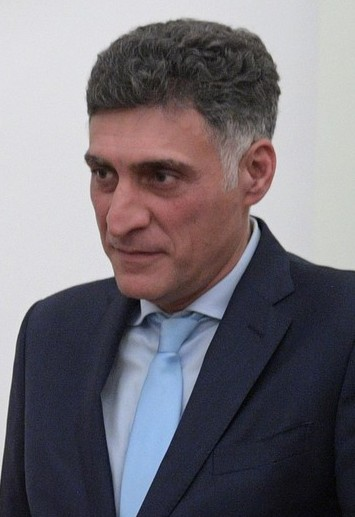
Тигран Кеосаян

Симоньян заявляла, что у неё всегда было настороженное отношение к юридическому браку: «Я насмотрелась на несчастных замужних женщин и появилась неприязнь к браку». Признавая, что официальный брак — это не для неё, Симоньян в одном из интервью 2012 года сообщала, что в течение шести лет состоит в незарегистрированном браке с журналистом и продюсером Андреем Благодыренко. Своим увлечением Симоньян называла кулинарию и шутливо замечала, что «родилась кухаркой и случайно стала журналистом».
С 2022 года Симоньян состоит в браке с режиссёром, продюсером и телеведущим Тиграном Кеосаяном (фактически живут вместе с 2012 года). В августе 2013 года родилась дочь Марьяна, а в сентябре 2014 — сын Баграт, 19 октября 2019 года родилась дочь Маро. Симоньян писала, что её дети, Марьяна и Баграт, говорят на пяти языках: русском, армянском, английском, французском и китайском.

### Состояние здоровья
Маргарита Симоньян на телепередачах в прямом эфире сидит, потому что у неё постоянно болит спина.
22 января 2020 года Маргарите Симоньян стало плохо прямо на мероприятии в Администрации президента, она жаловалась на боли в сердце. Был вызван реанимационный автомобиль и она была госпитализирована в НИИ скорой помощи имени Н. В. Склифосовского. Врачи поставили диагноз — спонтанный пневмоторакс — резкое скопление воздуха вокруг лёгких, при этом больной ощущает боль в груди, из-за чего болезнь можно спутать с кардиологическими дисфункциями. В середине марта 2020 года Симоньян заявила, что ждёт ребёнка. В конце марта того же года она сообщила, что потеряла ребёнка. Кеосаян в 2022 году заявил, что Симоньян потеряла ребёнка из-за «очередного лживого расследования Навального».
Симоньян поделилась историей «своего глобального похудения» и призналась, что всю жизнь борется с лишним весом. К свадьбе 1 августа 2015 года Татьяны Навки и Дмитрия Пескова она похудела, чтобы «влезть в красивое платье».

## Критика
Юрий Гладыш, обозреватель сайта Каспаров.ру (учредитель: Гарри Каспаров), в июне 2007 года выразил «особое удивление» по поводу награждения «юной Маргариты Симоньян, не успевшей, по мнению коллег» проявить себя на профессиональном поприще на посту руководителя «пропагандистского канала „Russia Today“».
В конце 2012 — начале 2013 года получила прозвище «боброедка» за то, что собиралась съесть бобра.
Российский журналист Владимир Кара-Мурза-старший в своих статьях неоднократно критически высказывался о методах работы телеканала RT, главным редактором которого является Симоньян, а также о программе НТВ «Железные леди», которую Симоньян вела вместе с Тиной Канделаки в 2013 году. Он сравнил их с Ольгой Бузовой и «двумя кухонными кумушками, которые пытаются рассуждать о большой политике».
Журнал Bild отметил: «По сравнению с Дугиной и Катасоновой Симоньян считается очень влиятельной, особенно среди пожилой аудитории, у которой есть ностальгические воспоминания о бывшем Советском Союзе».

### Финансирование фильма «Крымский мост. Сделано с любовью!»
В 2017 году Федеральным фондом социальной и экономической поддержки отечественной кинематографии без конкурса на безвозмездных условиях было выделено 100 млн рублей, необходимые при этом процедуры питчинга и отбора не коснулись проекта из-за неназванного письма (которые обычно приходят от Министерства культуры или другого ведомства исполнительной власти). По данным «Русской службы Би-би-си», автором этого документа был первый замруководителя администрации президента РФ Алексей Громов, являющийся давним знакомым Маргариты Симоньян ещё со времён её работы в кремлёвском пуле в 2000-х годах. По данным анонимного источника вышеуказанного издания, после этого случая в наблюдательный совет Фонда кино решил проводить экспертизу и для поддерживаемых ведомствами проектов. 20 ноября стало известно о проведении проверки деятельности Фонда кино с 2015 по 2018 год, которая затронет и процесс получения «Крымским мостом» государственного финансирования.

### Расследование ФБК
На сайте Алексея Навального 10 марта 2020 опубликовано расследование «ПАРАЗИТЫ. Секретные заработки семьи пропагандистов». В нём утверждается, что Маргарита Симоньян, её муж Тигран Кеосаян и их родственники при производстве программы «Международная пилорама» получили на личные банковские счета 736 млн рублей за три года по контрактам на рекламу и PR-сопровождение, заключённым со связанными с государством структурами: «Аэрофлотом», оргкомитетом Чемпионата мира по футболу 2018 года, фондом «Сколково», фондом ветеранов ФСБ «Безопасность и законность» и лично Вексельбергом. Лично Симоньян заработала по этим контрактам 328 млн рублей. 77 млн рублей в год ей перечисляют как «художественному руководителю» программы «Международная пилорама» (о своей работе ранее она нигде не рассказывала), выходящей на НТВ. Ведущий этой программы — Кеосаян. ФБК связывает с семьёй Симоньян шесть компаний. От одной из них деньги получал также Данила Громов — сын замглавы администрации президента Алексея Громова, который курирует работу российских СМИ. ФБК утверждает, что его расследование основано на анонимном «огромном массиве финансовых и бухгалтерских данных», полученном на «чёрный ящик для конфиденциальной корреспонденции».
Маргарита Симоньян сказала «Снобу»: «Утверждения Навального я не комментирую с тех самых пор, как Навальный утверждал, что я рожала в США, где я, разумеется, не рожала и никогда не собиралась рожать». Навальный отрицает, что говорил о родах Симоньян в США.

### Обвинения в дезинформации и пропаганде
Телеобозреватели Арина Бородина («Коммерсантъ») и Слава Тарощина («Газета.ru») охарактеризовали программу Симоньян «Что происходит?» как телепередачу, «сделанную в духе образца советской пропаганды», «а зато у вас в Америке негров бьют», «где в основном мелькают плохие грузины и очень плохие американцы».
7 января 2017 года ЦРУ США опубликовало доклад, в котором утверждалось, что на выборы в США в 2016 году, в ходе которых Дональд Трамп одержал победу, оказали влияние «русские хакеры». В этом докладе были упомянуты телеканал RT и агентство Sputnik, названные «пропагандистской машиной». Имя Маргариты Симоньян в докладе упоминается 29 раз; RT — более 100 раз.
В январе 2022 года в докладе Госдепартамента США повествовалось о «тесных связях между российскими официальными лицами и Russia Today» и распространении дезинформации и «кремлёвской пропаганды». В докладе Госдепа от 31 августа 2022 года говорится, что она «мастерски преподносит ложь, как будто это правда — всегда с улыбкой» и что «её главная функция — выступать в роли лояльного пропагандиста Путина». Правительство Польши называет Симоньян «одним из самых агрессивных пропагандистов в российских СМИ».
В своих публичных заявлениях Симоньян высмеивает тех, кто критикует российскую политику и демонстративно делает пропагандистские заявления об Украине, украинской истории и её политиках. Госдеп США привёл следующие примеры распространяемой Симоньян пропаганды:
- в январе 2021 года в ходе конференции она призвала к аннексии Россией ДНР;
- 18 июня 2022 года в ходе Петербургского международного экономического форума она высмеяла глобальный продовольственный кризис, заявив, что многократно слышала фразу «вся наша надежда [в ходе войны] — на голод»;
- 19 июня 2022 года она назвала войну на Украине «гражданской войной», добавив, что Россия защищает этнических русских от «русофобии».

### Финансирование мэрией Москвы
Согласно расследованию команды Алексея Навального от 2023 года, интернет-программы Тиграна Кеосаяна («Роскомнадзор Free» и «Снято») и Маргариты Симоньян (ЧТД) оплачиваются мэрией Москвы через программу Мой район. За 2020—2021 годы семья получила 440 млн руб., сами программы прерываются рекламой новых школ искусств и галерей в московских районах. Схожим образом 104 млн рублей передали компании «Симплсити», которая распределила сумму между Кеосаяном, его братом Давидом и Алисой Симоньян — сестрой Маргариты Симоньян. 150 млн рублей напрямую от «Моего района» на проведение «информационной кампании в интернете» получила 26-летняя дочь Кеосаяна Александра.

### Обвинения в неуважение к Армении
В 2023 году премьер-министр Армении Никол Пашинян объяснил причину запрета въезда в Армению Маргариты Симоньян и Константина Затулина следующим:
Также я хочу обратить ваше внимание на один факт — если бы эти люди совершили хоть один процент тех действий в отношении своих стран, которые они совершали против Армении, то они даже в свой собственный дом не смогли бы попасть. И этим все сказано
Также премьер-министр добавил, что Армения — это суверенное государство, которое имеет право ожидать уважительное отношение к себе.

### Предложение произвести ядерный взрыв над Сибирью
В октябре 2023 года Симоньян в своей авторской программе «ЧТД» предложила взорвать в небе над Сибирью ядерную бомбу, чтоб оставить мир без средств связи и вывести из строя все спутники на земной орбите. По её словам, это якобы будет наказанием для «коллективного запада» и вернёт весь мир в 90-е годы, возвращение в которые она воспринимает в положительном ключе: «Я вам скажу: чудесно же жили, правда, я даже обрадуюсь».
Предложение вызвало заметный резонанс и волну критики, в том числе среди представителей власти в России. Пресс-секретарь президента РФ Песков заявил, что Симоньян не работает в российских органах власти и не отображает официальную позицию Кремля. Мэр попадающего в зону поражения Новосибирска Анатолий Локоть сказал, что негативные последствия такого взрыва могут быть на тысячелетия.
При этом, по мнению инженера-физика программы «Безопасность радиоактивных отходов» Андрея Ожаровского, такой взрыв не выведет из строя электронику в Америке и Европе, так как военная электроника рассчитана на то, чтобы работать даже после ядерного взрыва, однако экологические последствия будут ощущаться на огромной территории.
Доцент Новосибирского государственного технического университета Валерий Христофоров заявил, что даже если такой взрыв произвести на большой высоте, то радиационного загрязнения все равно невозможно избежать, причём предсказать, где выпадут радиоактивные осадки, невозможно.
В Институте ядерной физики СО РАН считают, что при таком взрыве могут погибнуть миллионы людей, а в Сибири будут катастрофические последствия.
21 октября издание The Insider обнаружило, что в нескольких российских СМИ появились опровержения публикаций о заявлении Маргариты Симоньян (в частности, RTVI, Lenta.ru (опубликовали опровержение в каждом материале по теме), Газета.ru (опубликовали опровержение на странице исходной новости, удалив её), Business FM, «Общественная служба новостей»). Все опровержения заканчиваются одинаковой фразой: «Настоящим редакция приносит свои извинения лицам, чья репутация могла пострадать в результате публикации», никаких исков от Симоньян о защите чести и достоинства либо по уголовной статье о клевете не было.

## Награды

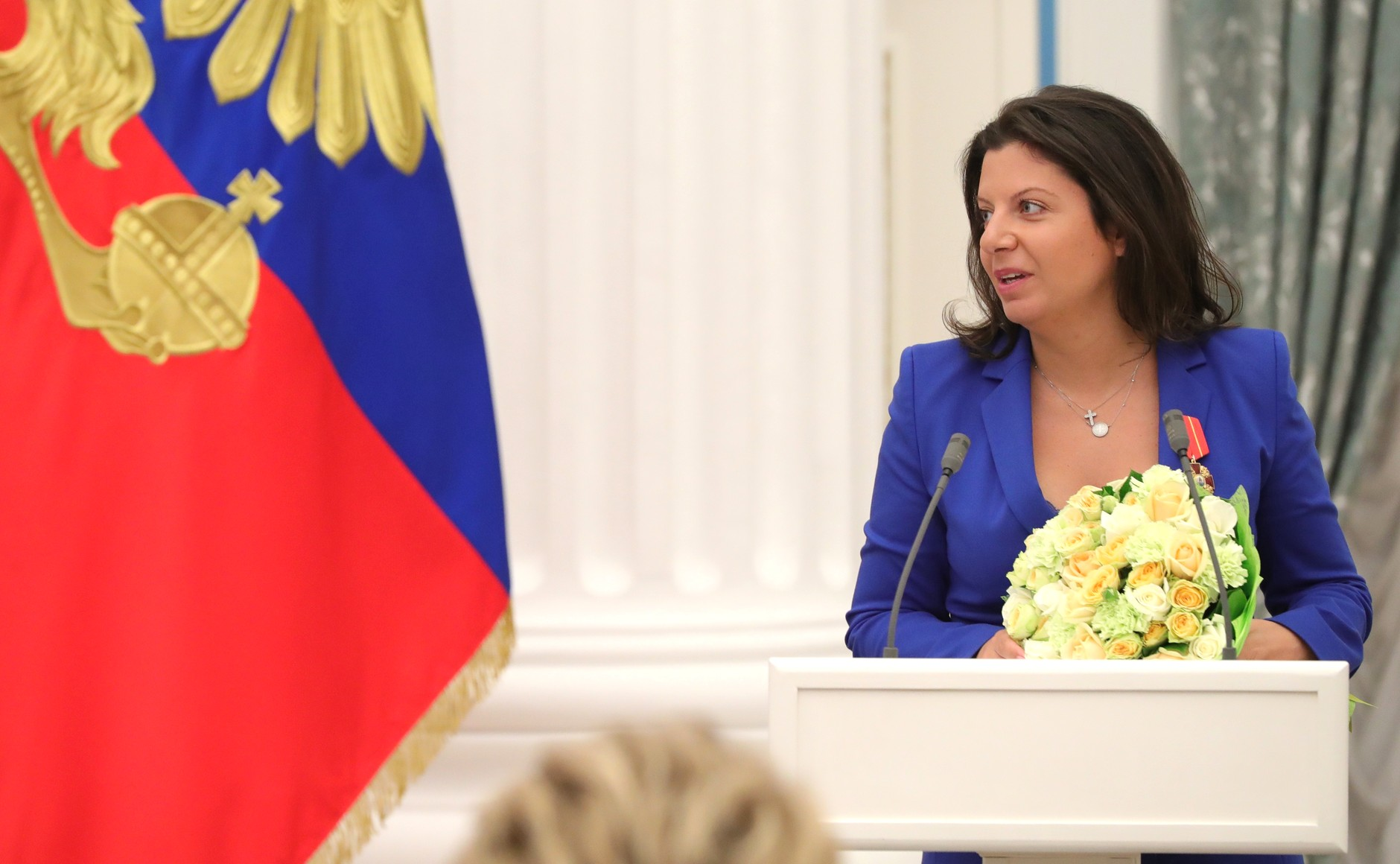
На церемонии награждения орденом Александра Невского, 23 мая 2019 г.

- Медаль «За укрепление боевого содружества» (Минобороны России, 9 марта 2005)[120].
- Орден Дружбы (27 июня 2007) — за большой вклад в развитие отечественного телевидения и многолетнюю плодотворную работу[121].
- Орден Дружбы (Южная Осетия, 25 декабря 2008) — за объективное освещение событий в период вооружённой агрессии Грузии против Южной Осетии в августе 2008 года[122][123].
- Медаль Мовсеса Хоренаци (Армения, 17 сентября 2009) — по случаю 18-летия провозглашения независимости Республики Армения, за значительный вклад в развитие сферы журналистики и высокое профессиональное мастерство[124][125].
- Благодарность Президента Российской Федерации (6 апреля 2010) — за заслуги в развитии отечественного телевещания и достигнутые трудовые успехи[126].
- Орден «За заслуги перед Отечеством» IV степени (2014) — за объективность при освещении событий в Крыму. Указ не был опубликован, согласно пресс-службе Кремля, было «закрытое награждение»[127][128].
- Орден Александра Невского (2019)[129].
- Премия Правительства Российской Федерации в области средств массовой информации (23 декабря 2020) — за личный вклад в развитие средств массовой информации[130].
- Орден Почёта (2022)[131].
- Орден «За заслуги перед Отечеством» III степени (20 декабря 2024) — за большой вклад в развитие отечественной журналистики, активное участие в подготовке и проведении общественно значимых мероприятий (вручён 22 мая 2025 года)[132].
- Орден святой равноапостольной княгини Ольги III степени (6 апреля 2025, РПЦ)[133].

## Фильмография
- 2012 — «Три товарища» — роль, журналист.
- 2013 — «Море. Горы. Керамзит» (телевизионный сериал) — автор сценария[134].
- 2017 — «Актриса» (телевизионный фильм) — автор сценария[135].
- 2018 — «Крымский мост. Сделано с любовью!» — автор сценария.